# Vera Tchaplina
Vera Tchaplina (russe : Ве́ра Васи́льевна Ча́плина), née 24 avril 1908 (7 mai dans le calendrier grégorien) à Moscou et morte le 19 décembre 1994 dans cette même ville, est une écrivaine russe soviétique pour enfants. Ayant travaillé plus de vingt ans au zoo de Moscou, l’essentiel de son œuvre est consacré aux animaux du zoo, dont la célèbre lionne Kinouli.

## Biographie
Elle est née le 24 avril 1908 à Moscou, dans une famille de la noblesse héréditaire. Son grand-père est le professeur Vladimir Mikhaïlovitch Tchapline, un grand ingénieur spécialiste de systèmes de chauffage, mécène et tuteur de l'architecte Constantin Melnikov. Sa mère, Lydia Vladimirovna Tchaplina, est diplômée du Conservatoire de Moscou ; son père, Vassili Mikhaïlovitch Koutyrine, était juriste.
En 1918, après la révolution, Lydia emmène ses trois enfants à Tachkent où la petite Vera, âgée de 10 ans, s’enfuit et se retrouve dans un orphelinat. Grande amatrice des animaux, Vera parvient, malgré les interdictions des éducateurs, à y élever des chatons, des chiots, des oisillons etc., avec qui elle partage sa maigre ration. 
Sa mère finit par retrouver Vera, et en 1923, elles retournent à Moscou. Bientôt la jeune fille de 15 ans commence à aller au zoo et rejoint le Club des jeunes biologistes dirigé par le professeur Piotr Manteuffel (en). La future écrivaine ne se contente pas de s’occuper des bébés animaux qu’il fallait nourrir au biberon ; elle observe les habitants du zoo, mène des recherches scientifiques et cherche à faire en sorte que les animaux ne ressentent pas trop la captivité.

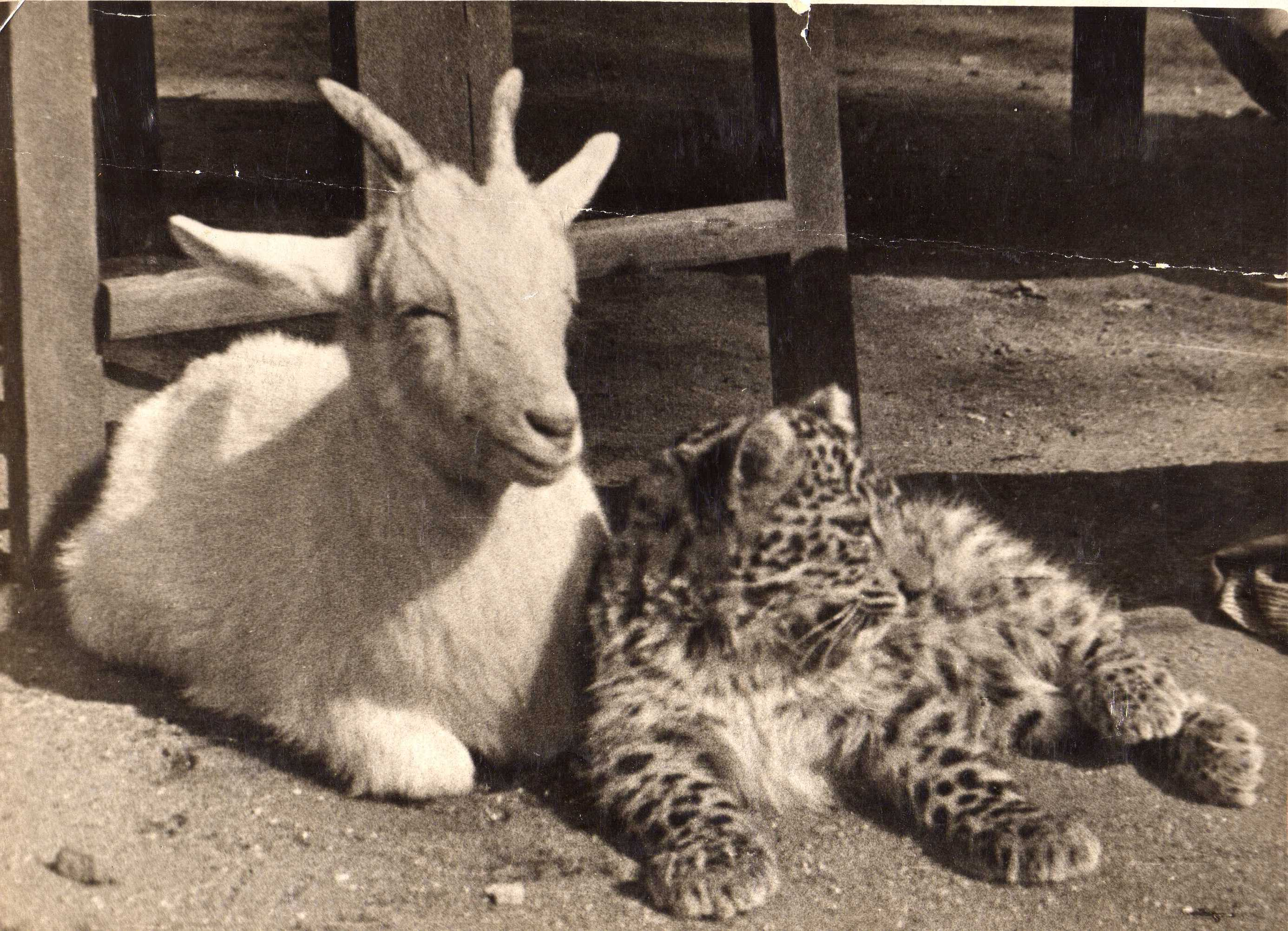
Terrain des jeunes animaux. 1937

À 25 ans, Vera Tchaplina propose des innovations majeures au zoo de Moscou. Elle restera à jamais dans son histoire comme initiatrice et dirigeante du « terrain des jeunes animaux » créé en 1933, où non seulement on élevait les petits que leurs mères refusaient de nourrir, mais où l’on faisait en sorte que les différents animaux vivent en paix ensemble. Cette expérience a suscité un grand intérêt parmi les visiteurs, et le terrain des jeunes animaux est resté, pendant de nombreuses années, l'une des « cartes de visite » du zoo de Moscou,.
Parallèlement, les premières nouvelles de Vera Tchaplina paraissent dans le magazine Le Jeune Naturaliste (ru). Immédiatement après ces publications, la maison d'édition Detgiz signe un contrat avec elle pour un livre sur le terrain des jeunes animaux. Le livre, intitulé Les Petits du terrain vert (Малыши с зеленой площадки), est publié en 1935 et connaît un certain succès, mais la jeune écrivaine se montre critique à l'égard de son livre qu’elle révise considérablement pour une nouvelle collection d'histoires, et ne l'incluant pas du tout dans les éditions suivantes. C’est le deuxième livre de Tchaplina, Mes Pupilles («Мои воспитанники», 1937), qui a été déterminant : les histoires qui y figurent non seulement montrent que l’écrivaine a trouvé son style, mais comptent parmi les meilleures dans son œuvre. Ainsi, l'histoire de la lionne Kinouli (ru) devient un véritable best-seller,,.

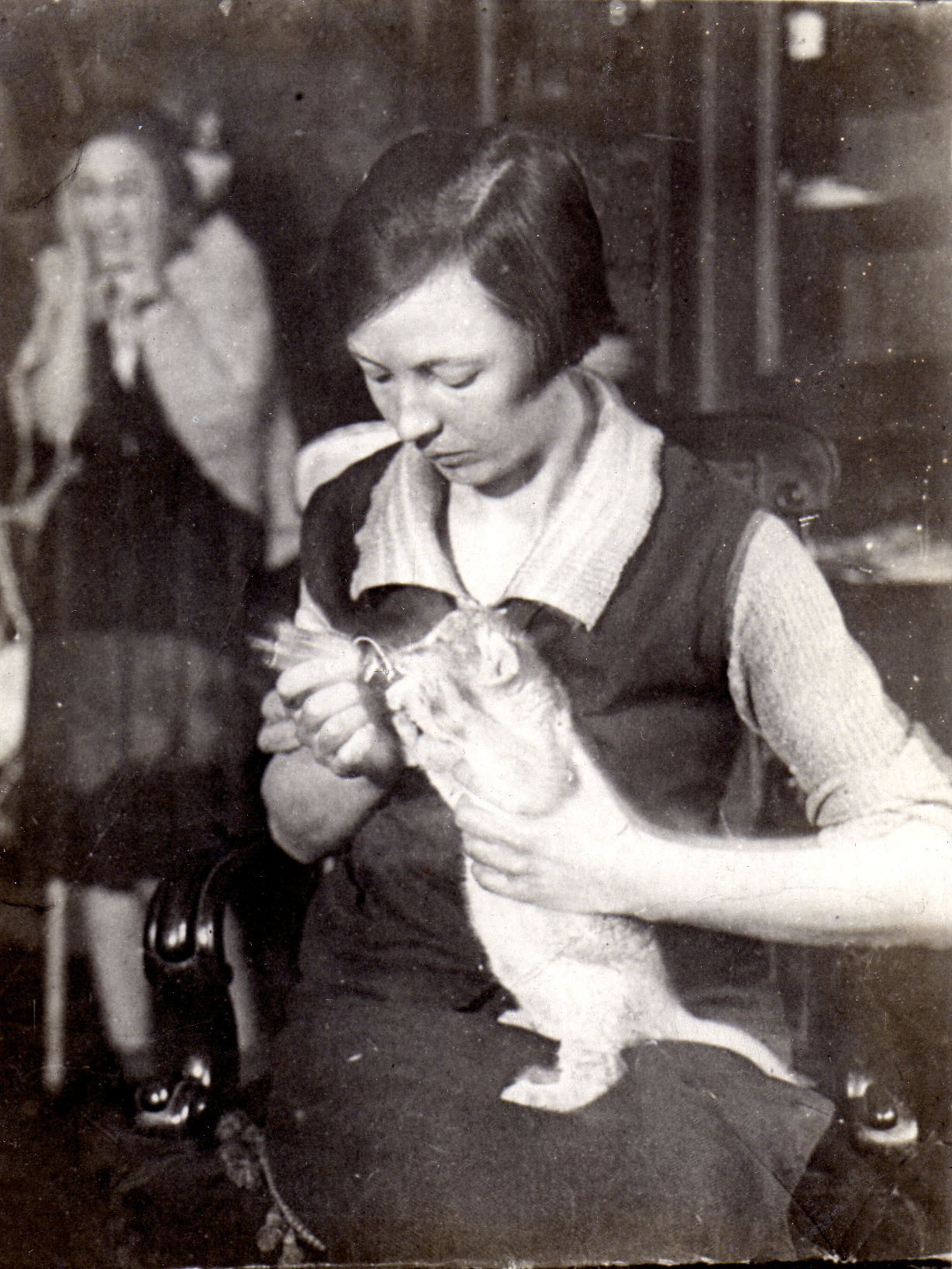
Vera Tchaplina en train de nourrir la lionne Kinouli

En 1935, l’une des lionnes du zoo refuse de nourrir ses petits et, après que trois lionceaux meurent, Vera Tchaplina adopte le quatrième et l’emporte chez elle (dans l’appartement communautaire où elle vit avec son mari, son fils et son frère). Elle donne à cette petite lionne le nom de Kinouli (Кинули, « abandonnée » en russe). Elevée par Vera elle-même et une chienne de berger écossaise, Kinouli devient la favorite de tous et surtout des enfants de la maison. En 1936, Kinouli réintègre le zoo où Vera continue à lui rendre visite.
L’histoire commence au printemps 1935 et, à l'automne, elle est déjà bien connue non seulement à Moscou, mais aussi bien au-delà, grâce à de nombreux articles de presse et reportages dans des ciné-journaux. Vera Tchaplina est bombardée par des lettres d'enfants et d'adultes inconnus de tout le pays. Sa renommée devient rapidement internationale : en décembre, le journal américain The Christian Science Monitor publie un article important sur Vera Tchaplina, Kinouli et le terrain des jeunes animaux ; en juin 1938, des informations sur elle sont publiées par le journal anglais The Manchester Guardian ; en mars 1939, l'article de Tchaplina « Mon amie Kinouli est une lionne que j'ai élevée... » apparaît en première page du journal parisien Ce Soir. Tchaplina signe un contrat de publication à l'étranger, et en 1939, un livre de ses histoires, My animal friends, est publié à Londres par George Routledge & Sons Ltd.
En 1937, Vera Tchaplina est nommée chef de la section des prédateurs. En mai 1941, elle reçoit une citation « en tant que meilleur collaborateur du zoo de Moscou ». En juillet 1941, au début de guerre, Tchaplina, avec un certain nombre d'animaux particulièrement précieux, est évacuée dans l'Oural, au zoo de Sverdlovsk. « Il y avait une pénurie de fourrage, nous avons dû faire d'énormes efforts pour les nourrir et les sauver », déclarera l'écrivaine des années plus tard. Dans les conditions les plus dures de la guerre, Tchaplina se montre une organisatrice habile et résolue ; à l'été 1942, elle est nommée directrice adjointe du zoo de Sverdlovsk, et au printemps 1943, elle retourne à Moscou et est nommée directrice des entreprises de production du zoo de Moscou,. 
Ayant donné plus de vingt ans au zoo de Moscou, en 1946 Vera Tchaplina se consacre entièrement à la création littéraire. En 1947 paraît son nouveau recueil Mes amis à quatre pattes (Четвероногие друзья) qui a un succès extraordinaire : quelques années plus tard, il est réédité non seulement à Moscou, mais aussi à Varsovie, Prague, Bratislava, Sofia et Berlin. En 1950, Tchaplina rejoint l’Union des écrivains soviétiques.
Depuis la fin des années 1940, l’écrivain naturaliste Gueorgui Skrebitski (ru) devient le co-auteur de Vera Tchaplina. Ensemble ils écrivent les scénarios des dessins animés Les Voyageurs de la Forêt (ru) (Лесные путешественники, 1951) et Dans la forêt profonde (ru) (В лесной чаще, 1954). Après un voyage commun en Biélorussie occidentale, ils publient un livre d'essais sur la forêt de Białowieża (1949). Pourtant, la vie du zoo de Moscou continue à être son sujet principal, et en 1955 elle publie un recueil d'histoires intitulé Les Nourissons du zoo (Питомцы зоопарка», dernière version en 1965),.  Son écriture est directe et simple, affectueuse sans être sentimentale ; l'attitude de l'auteur à l’égard des animaux dont elle s'est occupée est à la fois tendre et pragmatique,.
Dans les années 1950-1960, les livres de Vera Tchaplina sont publiés dans les pays du bloc de l’Est, en France, au Japon, en Israël, en Portugal et aux États-Unis, faisant partie des œuvres, rares à l'époque, qui représentaient la littérature soviétique pour enfants à l'étranger. C'est d’autant plus remarquable que l'idéologie soviétique en est totalement absente. Toutefois, cette circonstance n'a pas empêché la Maison d'édition des langues étrangères, cherchant à élargir le cercle de leurs lecteurs, de publier les histoires de Vera Tchaplina en anglais, allemand, espagnol, arabe, coréen, hindi, bengali, ourdou et autres langues. Au total, ses œuvres ont été traduites en 40 langues (avec plus de 130 éditions). Les livres de Tchaplina sont particulièrement populaires auprès des lecteurs allemands : la maison d'édition pour enfants berlinoise Der Kinderbuchverlag a réédité le recueil Четвероногие друзья (Mes amis à quatre pattes) plus de dix fois, et a fini par traduire en allemand presque toutes ses œuvres majeures. En 1956, une édition en deux volumes de Питомцы зоопарка (Les Nourrissons du zoo) est publiée à Tokyo, avec une préface de Tadamichi Koga, directeur du zoo d'Ueno (Tokyo). 

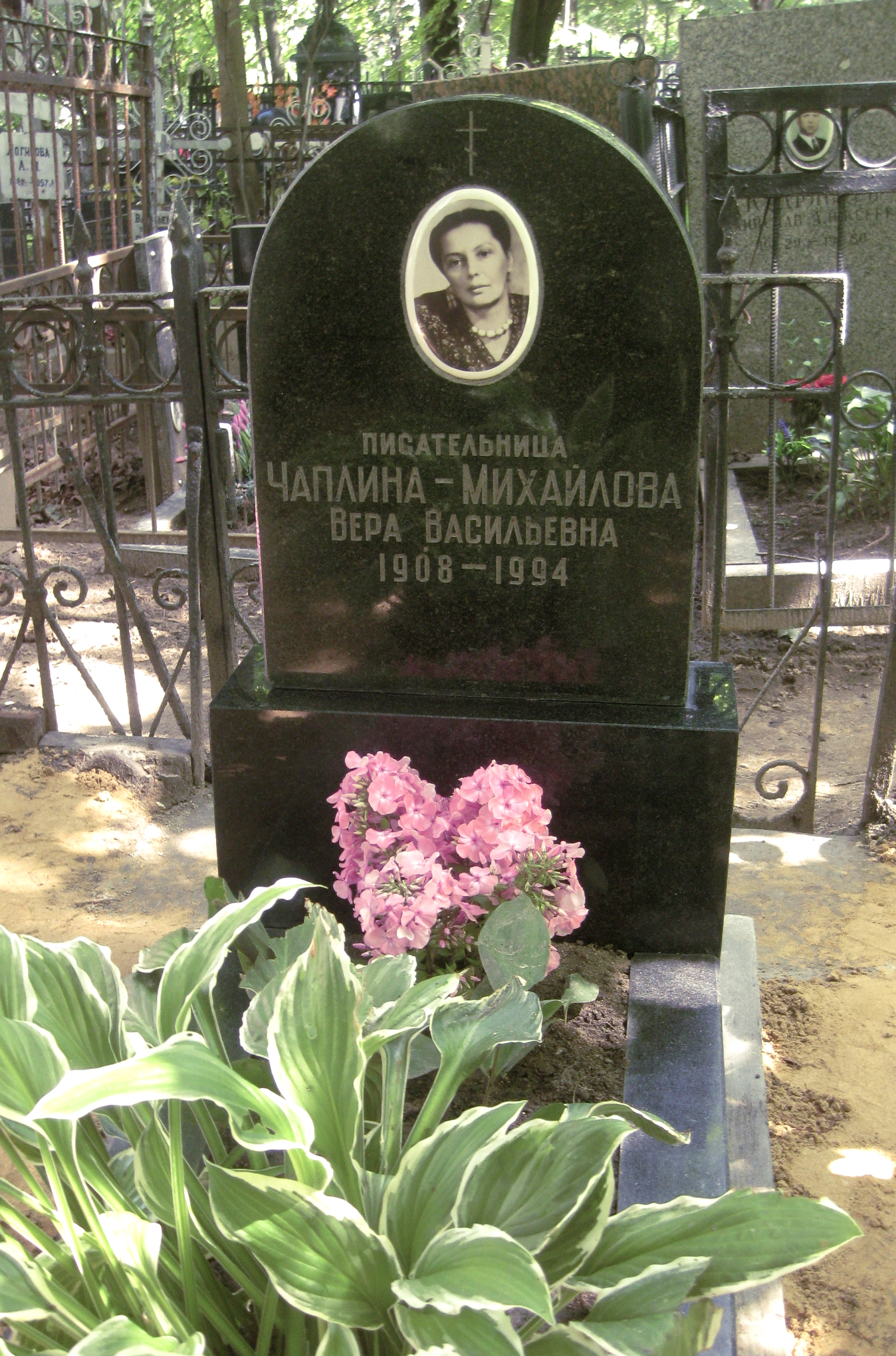
Tombe de Vera Tchaplina au cimetière Vagankovo

La même année, à l'initiative de l'écrivaine et traductrice française Marie Lahy-Hollebecque, les Éditions La Farandole publient à Paris un recueil de nouvelles de Vera Tchaplina, Mes amis à quatre pattes. Marc Soriano écrit à propos du recueil : « Mes amis à quatre pattes de Véra Tchaplina est un recueil de récits centrés autour d'animaux sauvages, petit lion, grand éléphant, loutre, etc… L’auteur a travaillé de longues années au zoo de Moscou […] elle a su les observer avec attention et avec respect. […] Cette attitude – qui est humaine et non anthropocentriste – donne à certaines pages de V. Tchaplina un ton réellement bouleversant ». Selon Renée Michel, «En lisant son livre, écrit avec beaucoup d'humour, si le lecteur s'amuse franchement il reçoit aussi des leçons d'indulgence, de bonne humeur ». 
Vera Tchaplina est morte le 19 décembre 1994. Elle est enterrée à Moscou au cimetière Vagankovo.
Depuis 2017, une bibliothèque pour enfants à Omsk porte le nom de Vera Tchaplina et abrite une collection de ses éditions, ainsi que des documents et objets divers liés à sa vie.

## Œuvres choisies
- «Малыши с зеленой площадки» / Les petits du terrain vert (1935)
- «Кинули» /Kinouli (1937, dernière version 1955)
- «Мои воспитанники»  / Mes pupilles (1937)
- «Четвероногие друзья» / Mes amis à quatre pattes (1947)
- «В Беловежской пуще» / Dans la forêt de Białowieża (avec Gueorgui Skrebitski, 1949)
- «Орлик»  / Orlik (1954)
- «Питомцы зоопарка»  / Les nourrissons du zoo (1955, dernière version 1965)
- «Друг чабана»  / L’Ami du berger (1961)
- «Несносный питомец»  / L’Insupportable animal de compagnie (1963)
- «Крылатый будильник» / Le Réveil-matin ailé (1966)
- «Случайные встречи» / Rencontres fortuites (1976)

### Œuvres traduites en français
- Mes amis à quatre pattes, traduit par Marie Lahy-Hollebecque, Éditions La Farandole, 1956
- Mes amis à quatre pattes, traduit par Marie Lahy-Hollebecque, Éditions La Farandole, 1958 (réedition)

### Auteur de scénarios
- Кинули / Kinouli (documentaire ; 1935, Mostekhfilm)
- Похождения медвежонка / Aventures de l’ourson (comédie ;1936, Mejrabpomfilm)
- Инстинкт в поведении животных / L'Instinct dans le comportement des animaux (documentaire ; 1940, Mostekhfilm)
- Лесные путешественники / Les Voyageurs de la Forêt  (dessin animé ; 1951, avec G. Skrebitski ; Soyouzmoultfilm ). Éditions françaises : Les Voyageurs de la Forêt, sortie en VHS (1995, Citel) ; sortie en DVD (2003, Citel – Les trésors de l'animation[18])
- В лесной чаще / Dans la forêt profonde (dessin animé ; 1954, avec G. Skrebitski ; Soyouzmoultfilm). Éditions françaises : Dans la forêt profonde, sortie en VHS (1995, Citel ; 2002, Citel – Les trésors de l'animation[19])